# 奥拉齐奥·兰卡蒂
奥拉齐奥·兰卡蒂（義大利語：Orazio Rancati，1940年3月9日—2023年10月17日），意大利男子足球运动员，司职中场。他曾代表意大利国奥队参加1960年夏季奥林匹克运动会足球比赛，获得第四名。